# Amazonia
La Amazonia, también denominada Amazonía (en portugués: Amazônia, en francés: Amazonie, en inglés: Amazonia, en neerlandés: Amazone) y a veces llamada simplemente «el Amazonas» (como el río que la atraviesa), es una vasta región de la parte horizontal y septentrional de América del Sur que integra la selva tropical de la cuenca del río Amazonas. Las adyacentes regiones de Las Guayanas y el Gran Chaco también poseen selvas tropicales, por lo que muchas veces se las considera parte de la Amazonia, especialmente por el Fondo Mundial para la Naturaleza (WWF, del inglés World Wide Fund for Nature).
Esta selva amazónica es el bosque tropical más extenso del mundo. Se considera que su extensión llega a los 7 000 000 km², repartidos entre nueve países, de los cuales Brasil y Perú poseen la mayor extensión, seguidos por Colombia, Bolivia, Venezuela, Ecuador, Guyana, Surinam y Guayana Francesa (colectividad territorial francesa). La Amazonia se destaca por ser una de las ecorregiones con mayor biodiversidad en el planeta. Además, la Amazonia contribuye a la regulación del ciclo de carbono y del cambio climático. Las anomalías que suceden en cuanto a aumento en la tasa de CO2 están en sincronía con periodos secos en grandes partes del Amazonas, por lo tanto, el Amazonas actúa como un medidor atmosférico global de CO2.
El 11 de noviembre de 2011, la selva amazónica fue declarada una de las siete maravillas naturales del mundo.

## Toponimia
Los nombres de Amazonia o Amazonía provienen de la legendaria tribu de las Amazonas. Los conquistadores españoles pensaban que tribus de mujeres guerreras habitaban la región y nombraron tanto al río como la región circundante en referencia a aquel pueblo mítico. No obstante, la delimitación de la Amazonia ha variado con los años, dudando si debe incluirse toda la selva o bien solo la cuenca del río Amazonas; aun así, esto no ha impedido que países como Colombia, Perú, Venezuela y Brasil llamen a algunas de sus divisiones administrativas como Amazonas, haciendo énfasis en su soberanía y reclamaciones sobre el territorio.

## Ecosistema

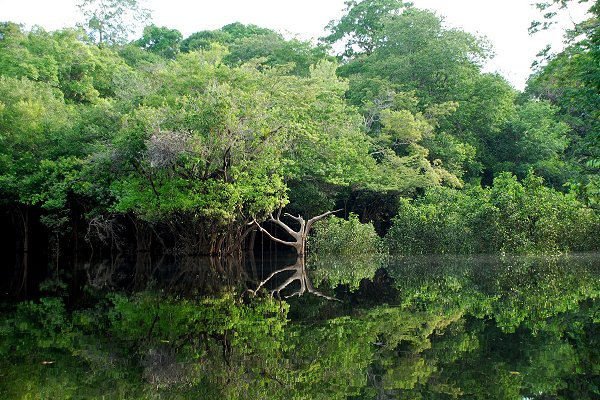
Reserva Nacional Pacaya Samiria, más conocida como la selva de los espejos (Perú), es uno de los lugares con mayor riqueza biológica del planeta.

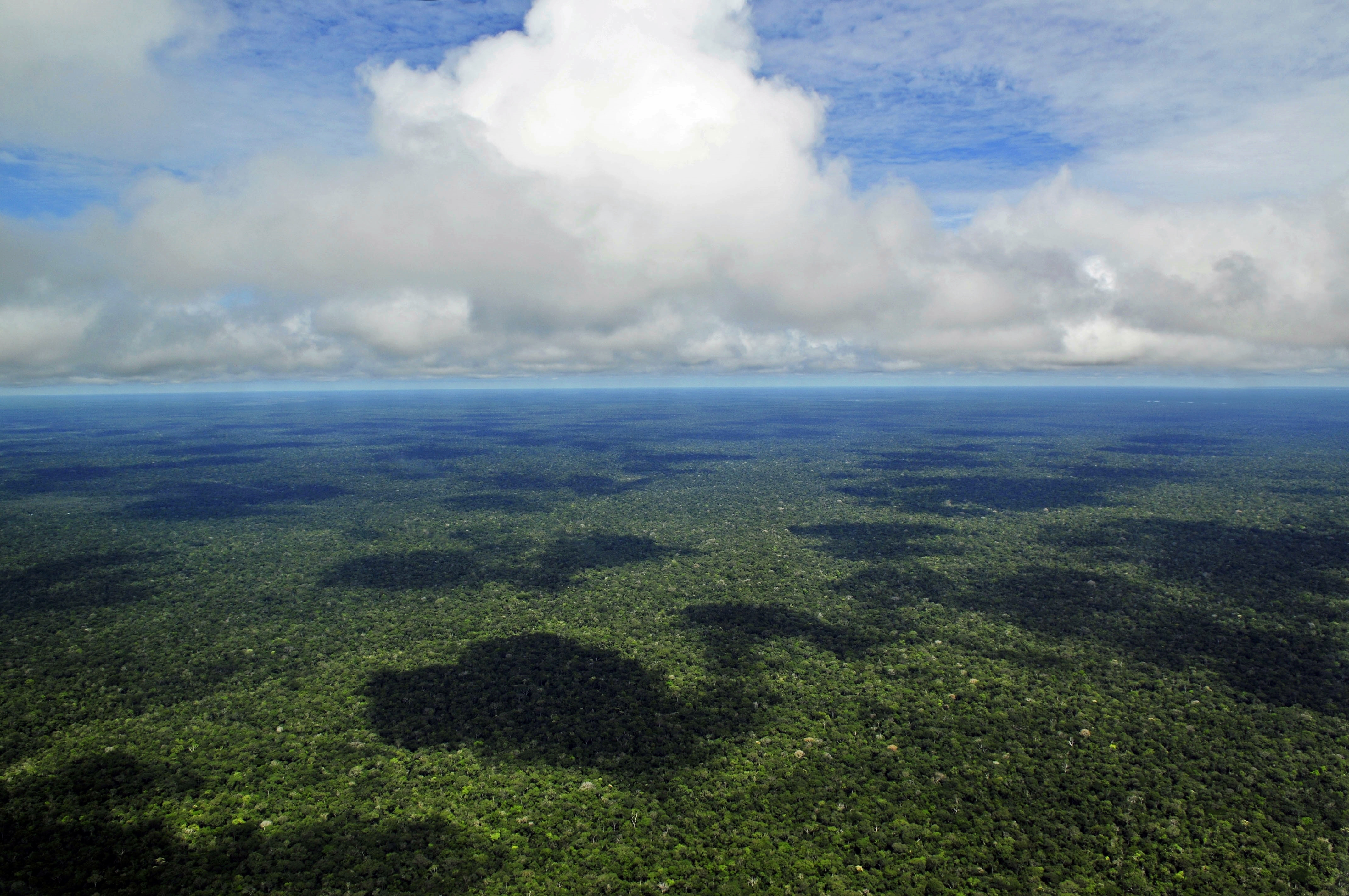
La Amazonia es la selva tropical más grande del mundo.

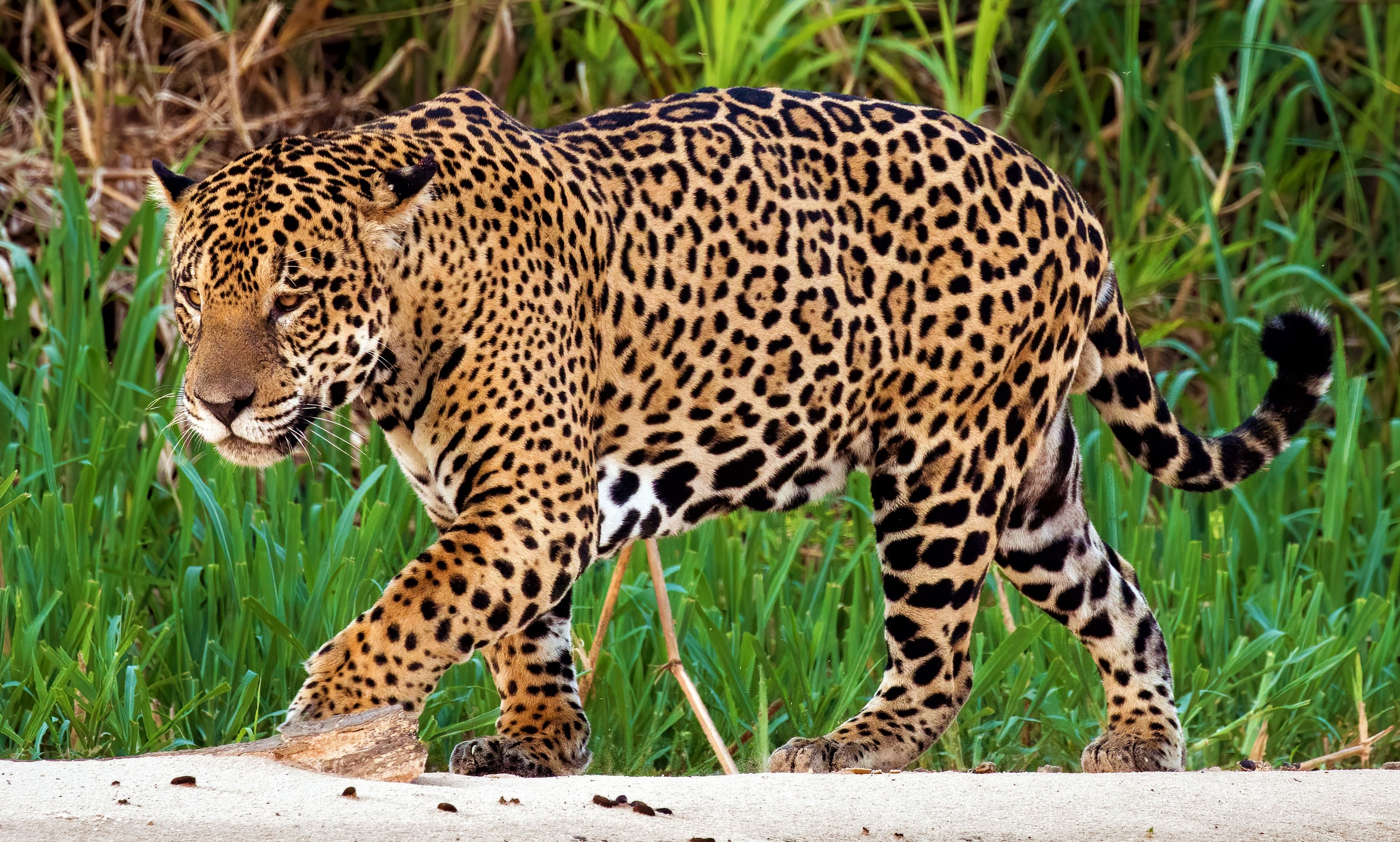
Panthera onca, jaguar o tigre americano.

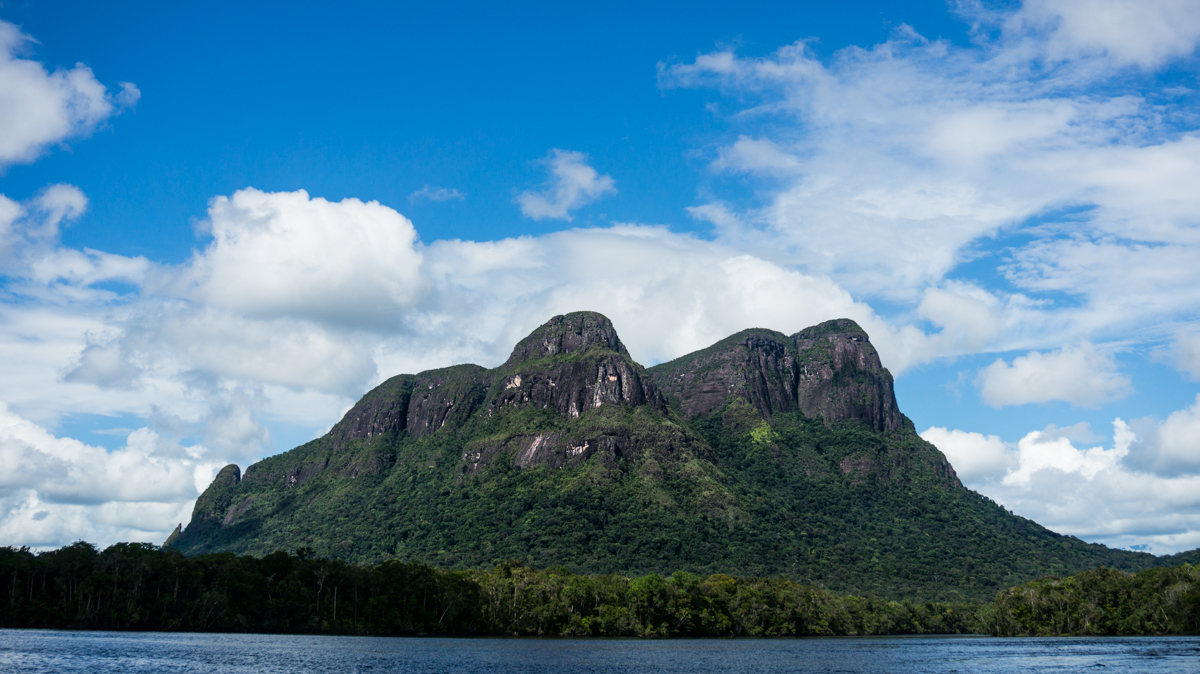
Paisaje en el estado Amazonas, Venezuela.

La selva amazónica se desarrolla alrededor del río Amazonas y de su cuenca fluvial. Las altas temperaturas favorecen el desarrollo de una vegetación tupida y exuberante, siempre verde. El título de el Pulmón del Planeta que ostenta la Amazonia no es casualidad, ya que mantiene un equilibrio climático: los ingresos y salidas de dióxido de carbono y de oxígeno están equilibrados. Los científicos ambientales concuerdan en que la pérdida de la biodiversidad es resultado de la destrucción de la selva, y que se evidencia con la aparición en el área del río Caquetá a un sistema anterior del bosque selvático en el cual se utilizaron suelos de forma permanente “tierras prietas” gracias a su progresivo abono y por lo que así evitó las migraciones.

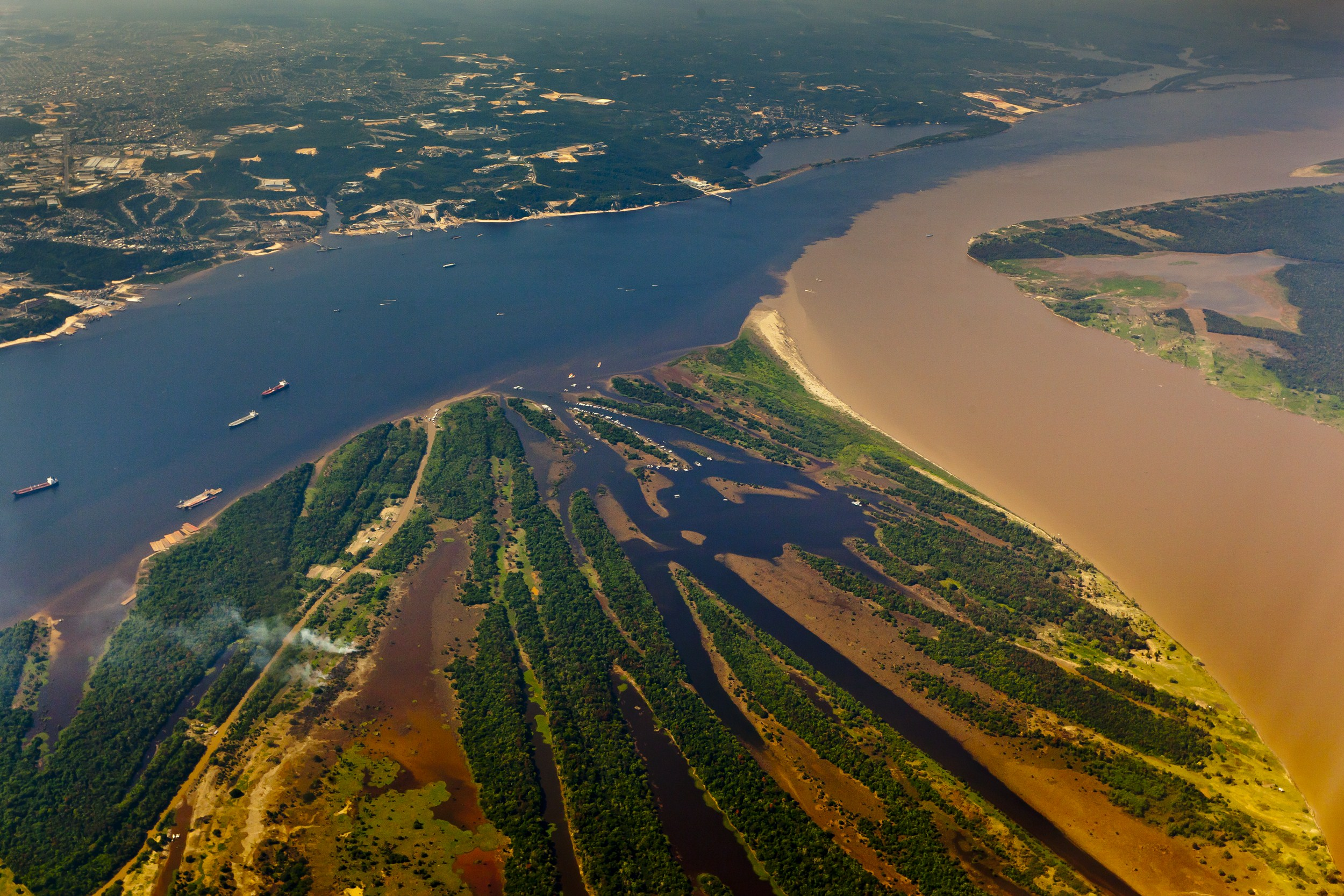
Encuentro de aguas del río Negro con el río Solimões, como es llamado el río Amazonas en Brasil.

Toda la flora de la selva tropical húmeda sudamericana está presente en la selva amazónica. Existen en ella innumerables especies de plantas todavía sin clasificar, miles de especies de aves, innumerables anfibios y millones de insectos.

### Fauna
Entre los mamíferos, el Amazonas posee enorme cantidad de especies, como los monos, el jaguar, el Oso hormiguero, el puma, el tapir, la Capibara, la Nutria gigante, el Perezoso, el Armadillo, el Ocelote, los Murciélagos, el Coati, el Oso anteojos, el Aguti y los ciervos. En sus aguas viven dos especies de delfines, como el delfín rosado.
Se encuentran reptiles con gran cantidad de especies de tortugas acuáticas y terrestres, Iguanas, Geckos, caimanes, cocodrilos, y multitud de serpientes, entre ellas la Boa y la anaconda —el mayor ofidio del mundo—, etc.
No hay otro ecosistema en el mundo con tanta cantidad de especies de aves; entre estas destacan los guacamayos, Cotorras, tucanes, las grandes águilas como el águila arpía, Ibis, Flamencos y otras muchas especies, en general de coloridos plumajes. Un 20 % de las especies mundiales de aves se hallan en la selva amazónica.
Para los aficionados al acuarismo, se trata de una fuente que provee la mayor cantidad de especies piscícolas que hoy en día pueblan los comercios y acuarios del planeta.

### Flora
Un 20 % de las especies mundiales de plantas se halla en la selva amazónica. En las lagunas a lo largo del río Amazonas florece la planta Victoria amazónica, cuyas hojas circulares alcanzan más de cuatro metros de diámetro. Está constituido por los bosques donde se encuentran una cantidad increíble de árboles de todo tipo: itahuba, caricari, tajibos, cedro, ruta barcina, mandrilo y otros. El 50 % de las especies de madera son exóticas.[cita requerida] El noroeste de la Amazonia tiene la máxima diversidad de plantas leñosas por hectárea que se conozca en América.
Se estima que los terrenos de tierra firme, es decir aquellos que no están sujetos a inundaciones recurrentes, componen el principal ambiente en la Amazonia. Los bosques en tierra firme son estructuralmente homogéneos y altamente diversos en plantas (comúnmente más de 150 especies de árboles por hectárea y hasta 300 por hectárea en Loreto, Perú.).
Existen muchas especies de plantas medicinales que pueden curar toda clase de enfermedades como ser: úlceras, asma, mordeduras de víbora, problemas sanguíneos, apendicitis, problemas cardíacos, respiratorios, dentales, problemas digestivos y otros.[cita requerida]
En algunas lagunas también existen variedades de liliáceas muy llamativas, como Victoria amazonica, que llega a medir hasta 2 metros de diámetro; esta es la planta acuática más grande del mundo.[cita requerida]
Flores silvestres de increíble belleza y variedad que dan colorido a la zona, y pueden ser encontradas a lo largo de toda la zona desde los ríos hasta el monte.[cita requerida]

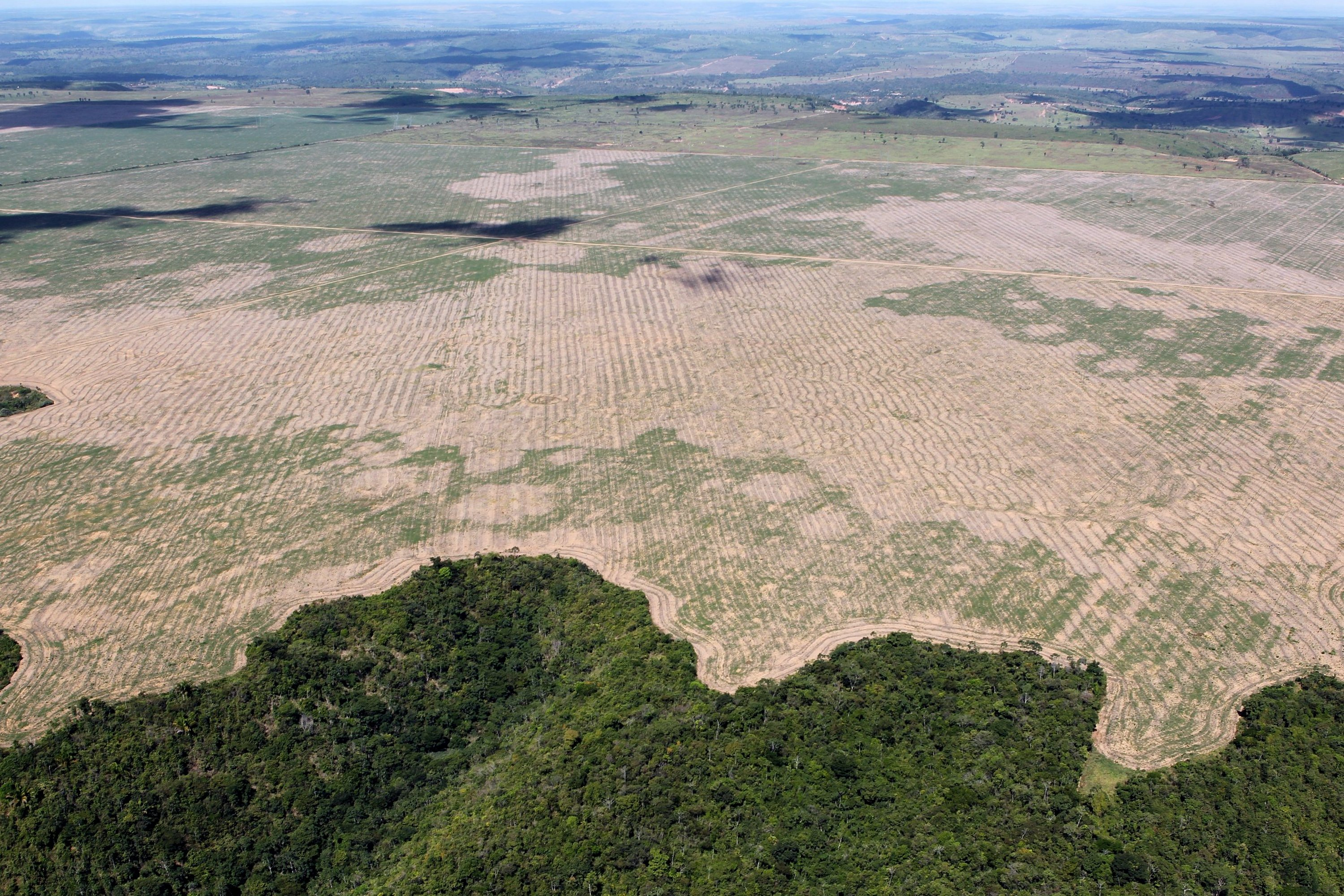
Deforestación de la Amazonia en Maranhão, Brasil, 2016

### Origen de la biodiversidad y especiación
Una teoría que tuvo pocos contradictores en el mundo académico por largo tiempo es la explica la gran biodiversidad de la Amazonia como resultado de la supuesta estabilidad de las tierras bajas tropicales.  En esta teoría la biodiversidad aumenta a medida que la estabilidad permite a especies se especializarse en nichos ecológicos acotados. La popularidad de esta teoría fue eclipsada por una teoría alternativa propuesta por el geólogo y ornitólogo Jürgen Haffer en 1969 y refinada en 1978. Esta es la teoría de refugios que postula que la biodiversidad del Amazonas deriva de la antigua y repetida existencias de refugios boscosos durante épocas en las cuales la selva habría sido desmembrada por la extensión de grandes sabanas, caatingas o cerrados. Dichos ecosistemas se habrían extendido a causa de cambios climáticos en los trópicos durante las glaciaciones cuaternarias. A pesar de cierta popularidad en las últimas décadas del siglo XX se le criticado por carecer fundamentos en estudios paleoecologicos. Por ende se trataría más que nada de una hipótesis. Otras teorías vinculan la biodiversidad del amazonas a la existencia de un lago o entrada de mar durante la era cenozoica.
Algunos autores resaltan la diversidad de ambientes geomorfológicos y edáficos y la inestabilidad de mucho de estos como contribuyentes a la biodiversidad del Amazonas.
La distribución de una minoría de especies está delimitada por los ríos, así como ya está verificado para especies animales cuya distribución está limitada por grandes ríos. Esta observación ha llevado a la idea de que la transferencia de un terreno de un lado de la ribera al otro mediante el corte de meandros puede ser un mecanismo de especiación en el Amazonas.

## Economía
Las principales actividades económicas que se presentan en el río Amazonas y en su región son la exportación a todo el mundo, del caucho y la madera. También la pesca, es primordial en el territorio amazónico, se presentan varias exportaciones de peces hacia toda la región, en general el pirarucú. La agricultura y exportación de alimentos, tales como la yuca, el plátano, el maíz y frutas típicas de la región, como el copoazú, la carambola, el arazá, y el asaí, entre otras; forman parte de la gran variedad de alimentos que produce esta región.
Ventajas de conservar la selva amazónica:
- Fuente de oxígeno y asimilación del CO2.
- Conserva mucha agua.
- Tiene mucha biodiversidad.

### Integración
- Falta una decisión mancomunada de los países llamados amazónicos, orientada a hacer un uso racional de los recursos naturales y del agua.
- Hay políticas bilaterales como el caso del Perú y del Ecuador.
- Brasil y Francia están haciendo políticas más duras contra la deforestación.

## División política
La Amazonía es la región cuyas fronteras políticas fueron las últimas en trazarse. El interés por expandirse por ella surgió en el siglo XIX cuando las nuevas repúblicas se consolidaron sus economías bajo un modelo de exportación de materias primas. No obstante, no fue hasta que la explotación del caucho llegó a su auge que los gobiernos sudamericanos desarrollaron ambiciosos planes de expansión por la misma. La explotación del caucho consolidó modelos extractivistas que consolidaron a su vez, la explotación laboral tanto de colonos como de indígenas nativos; estos últimos vieron reducido su territorio y hoy en día siguen reivindicando sus derechos.
En los últimos años, han surgido polémicas iniciativas que pretenden darle a la Amazonía un estatus internacional, similar al que tiene la Antártida. La propuesta, promovida por grupos ambientalistas ha tenido buena acogida en sectores de la izquierda, como por la Iglesia católica que tras el Sínodo de la Amazonía se ha sumado a los planes ambientalistas promovidos por la Organización de las Naciones Unidas. La derecha, por su parte, recibió con desconfianza tales iniciativas, en especial el gobierno de Jair Bolsonaro, quien acusó a Francia de promover sus intereses personales por medio de la Guayana Francesa.
Los países cuyo territorio cubre parte de la Amazonía son los siguientes:
- Brasil
- Perú
- Colombia
- Venezuela
- Ecuador
- Bolivia
- Surinam
- Guyana
- Francia (Guayana Francesa)

## Demografía
Si bien la imagen preconcebida y estereotípica del Amazonas es la de una selva virgen habitada únicamente por tribus aisladas, la realidad es muy distinta. Estudios recientes demuestran no solamente la presencia de especies vegetales domesticadas, sino restos arqueológicos de antiguas poblaciones estables y superpobladas; así mismo, desde comienzos de la Edad Moderna, los conquistadores europeos se adentraron en el Amazonas en búsqueda del mítico Dorado, lo que conllevó la lenta pero progresiva colonización de la misma.
Dicha política colonizadora fue heredada por las naciones sudamericanas, las cuales se han ido extendiendo por la selva y fundando poblaciones para legitimar su soberanía sobre una zona. En ocasiones dichos reclamos terminaron en guerras, como la guerra colombo-peruana y en otras ocasiones se resolvieron por vía pacífica mediante tratados, muchos de los cuales favorecían más a una nación que a otra. El desconocimiento temprano del terreno conllevó a que muchas fronteras sean líneas rectas trazadas por los políticos en lugar de límites naturales, separando así a los pueblos indígenas que ya habitaban el territorio.

## Aglomeraciones más pobladas

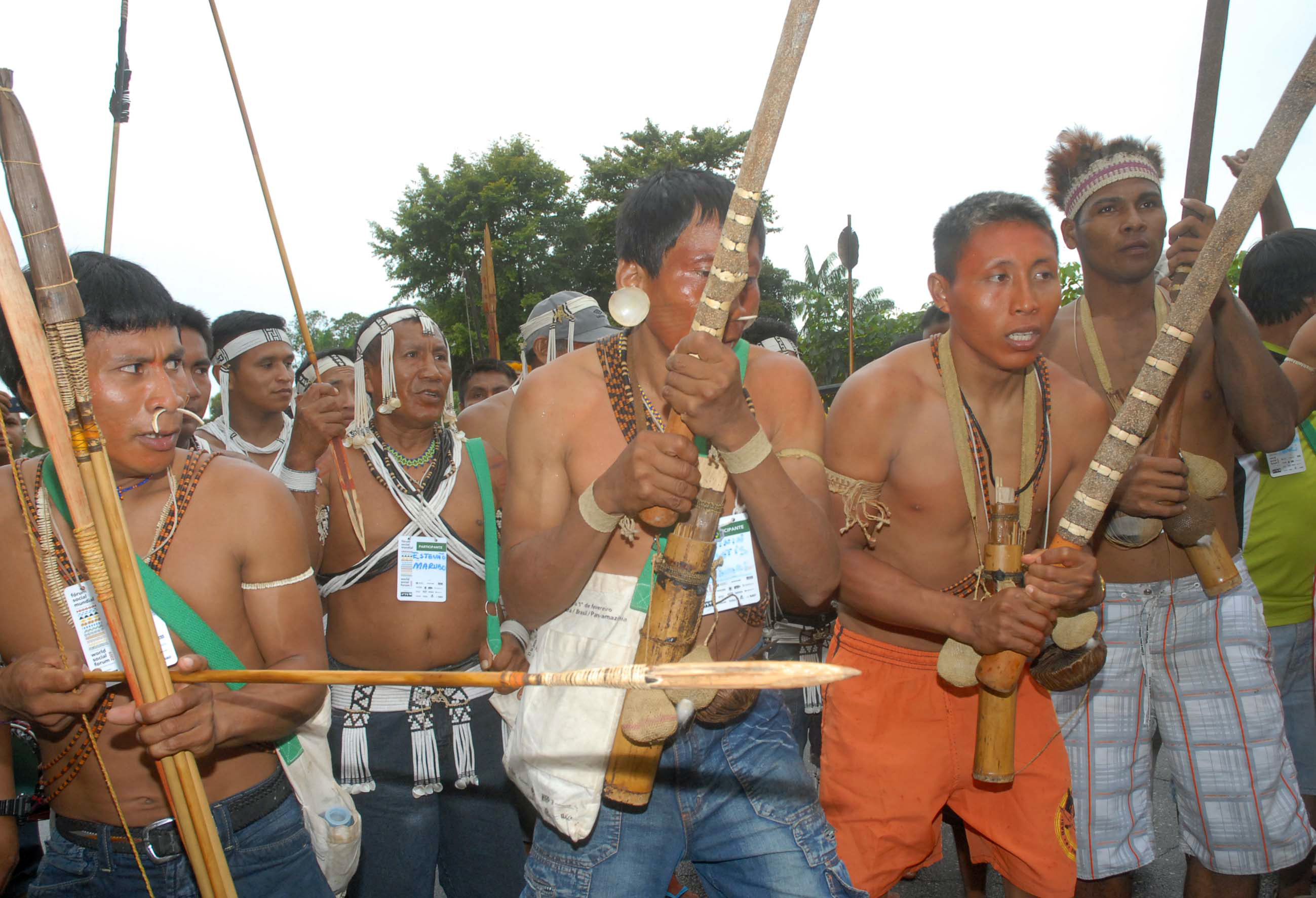
Indios del valle de Javari reclaman, en el Foro Social Mundial, en Belém, en 2009, acciones en el área de salud del gobierno brasileño en la tierra indígena.

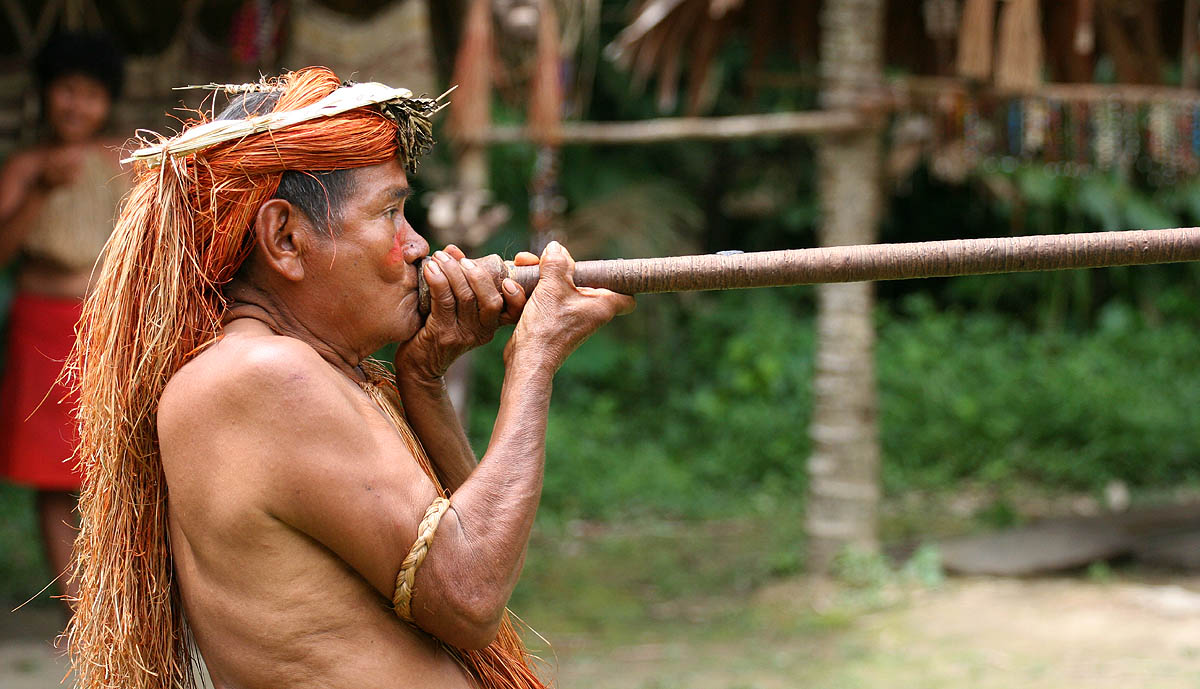
Anciano yagua de las cercanías de Iquitos usando su cerbatana (pukana).

| #  | Ciudad                 | País     | Subdivisión      | Población | Año  |
| -- | ---------------------- | -------- | ---------------- | --------- | ---- |
| 1  | Manaos                 | Brasil   | Amazonas         | 2 063 547 | 2022 |
| 2  | Belém                  | Brasil   | Pará             | 1 956 249 | 2022 |
| 3  | Macapá                 | Brasil   | Amapá            | 550 306   | 2022 |
| 4  | Porto Velho            | Brasil   | Rondonia         | 482 651   | 2022 |
| 5  | Iquitos                | Perú     | Loreto           | 430 700   | 2022 |
| 6  | Boa Vista              | Brasil   | Roraima          | 413 486   | 2022 |
| 7  | Pucallpa               | Perú     | Ucayali          | 396 400   | 2022 |
| 8  | Río Branco             | Brasil   | Acre             | 364 756   | 2022 |
| 9  | Santarén               | Brasil   | Pará             | 331 937   | 2022 |
| 10 | Marabá                 | Brasil   | Pará             | 266 536   | 2022 |
| 11 | Parauapebas            | Brasil   | Pará             | 266 424   | 2022 |
| 12 | Paramaribo             | Surinam  | Paramaribo       | 240 924   | 2012 |
| 13 | Castanhal              | Brasil   | Pará             | 192 262   | 2022 |
| 14 | Tarapoto               | Perú     | San Martín       | 169 800   | 2022 |
| 15 | Abaetetuba             | Brasil   | Pará             | 158 188   | 2022 |
| 16 | Florencia              | Colombia | Caquetá          | 157 300   | 2023 |
| 17 | Cametá                 | Brasil   | Pará             | 134 184   | 2022 |
| 18 | Trinidad               | Bolivia  | Beni             | 130 657   | 2020 |
| 19 | Cayena                 | Francia  | Guayana Francesa | 126 223   | 2020 |
| 20 | Ji-Paraná              | Brasil   | Rondonia         | 124 333   | 2022 |
| 21 | Braganza               | Brasil   | Pará             | 123 082   | 2022 |
| 22 | Georgetown             | Guyana   | Demerara-Mahaica | 118 369   | 2012 |
| 23 | Tucuruí                | Brasil   | Pará             | 110 980   | 2022 |
| 24 | Riberalta              | Bolivia  | Beni             | 101 755   | 2020 |
| 25 | Puerto Maldonado       | Perú     | Madre de Dios    | 100 300   | 2022 |
| 26 | Vilhena                | Brasil   | Rondonia         | 99 050    | 2021 |
| 27 | Parintins              | Brasil   | Amazonas         | 96 372    | 2022 |
| 28 | Ariquemes              | Brasil   | Rondonia         | 94 140    | 2021 |
| 29 | Cruzeiro do Sul        | Brasil   | Acre             | 91 888    | 2022 |
| 30 | Paragominas            | Brasil   | Pará             | 90 600    | 2022 |
| 31 | Yurimaguas             | Perú     | Loreto           | 80 800    | 2022 |
| 32 | Cobija                 | Bolivia  | Pando            | 78 555    | 2020 |
| 33 | Tingo María            | Perú     | Huánuco          | 72 300    | 2022 |
| 34 | Cacoal                 | Brasil   | Rondonia         | 68 100    | 2021 |
| 35 | San Ignacio de Velasco | Bolivia  | Santa Cruz       | 63 186    | 2020 |
| 36 | Moyobamba              | Perú     | San Martín       | 57 000    | 2022 |
| 37 | Nueva Loja             | Ecuador  | Sucumbíos        | 55 627    | 2022 |
| 38 | Leticia                | Colombia | Amazonas         | 53 293    | 2023 |
| 39 | El Coca                | Ecuador  | Orellana         | 51 281    | 2022 |

## Idiomas
Desde el punto de vista cultural la selva amazónica es una de las regiones más diversas del planeta. Los pueblos autóctonos de la región pertenecen a diferentes grupos lingüísticos entre los que no se ha probado una relación filogenética clara, lo cual sugiere que tanto la diversidad cultural como lingüística se remonta a milenios atrás. Esta diversidad pudo darse, en parte porque a diferencia de otras regiones donde desde antiguo existieron importantes imperios, en esta región no existieron sociedades estatales suficientemente duraderas como para tener un efecto nivelador en el plano cultural y lingüístico. Los grandes grupos lingüísticos de la región son:
- Lenguas tupíes, es la familia de lenguas autóctonas actualmente más extendida en la región, aunque parte de su expansión dentro de la región pudo darse en un período reciente.
- Lenguas ye o gê, tras las lenguas tupí es la familia más extendida en la región amazónica.
- Lenguas caribes, es una familia que se expandió probablemente desde la parte septentrional de la Amazonía, aunque existen miembros de esta familia lingüística en el centro de la Amazonía.
- Lenguas arahuacas, es una familia ubicada básicamente en la región circunamazónica propiamente dicha.
- Lenguas pano-tacanas, Amazonía suroccidental.

Además de estas unidades filogenéticas de tipo lingüístico, existen un número importante de pequeñas familias de lenguas que no han podido ser convenientemente relacionadas con estas y por tanto se consideran grupos independientes.

## Religión
Antes de la Conquista de América, la Amazonía al igual que todo el continente sólo contaba con la presencia de religiones autóctonas. Tras la Conquista y posterior colonización, se introdujo el cristianismo en su vertiente católica. Años después, con la presencia de colonias del Reino Unido y Países Bajos se introdujo el protestantismo en la región de las Guayanas. No obstante, dado el aislamiento de la región, buena parte de las misiones tanto católicas como protestantes se realizaron entre los siglos XIX y XX (incluso continúan en el XXI), siendo las primeras misiones establecidas en las zonas más cercanas a las cordilleras y ciudades fundadas por los europeos.
Sin embargo, pese a los intentos de suprimir religiones no cristianas muchas de estas han sobrevivido hasta nuestros días. Algunos aspectos de la espiritualidad indígena ha sido adoptados por personas ajenas a sus grupos étnicos, siguiendo así una concepción panteísta de la naturaleza, combinada muchas veces con sus creencias cristianas y dando luz a nuevas formas de hibridación religiosa.
Si se considera el Escudo Guayanés como parte de la región Amazónica, deben tenerse en cuenta las prácticas religiosas de los cimarrones (negros libertos que fundaron comunidades autóctonas en la selva tras la abolición de la esclavitud) de Surinam, como las religiones de los diversos grupos étnicos de las Guayanas. En tal caso, deberían contarse el hinduismo, el budismo o el islam; como muchas otras prácticas sincréticas entre sí.

### Iglesia católica

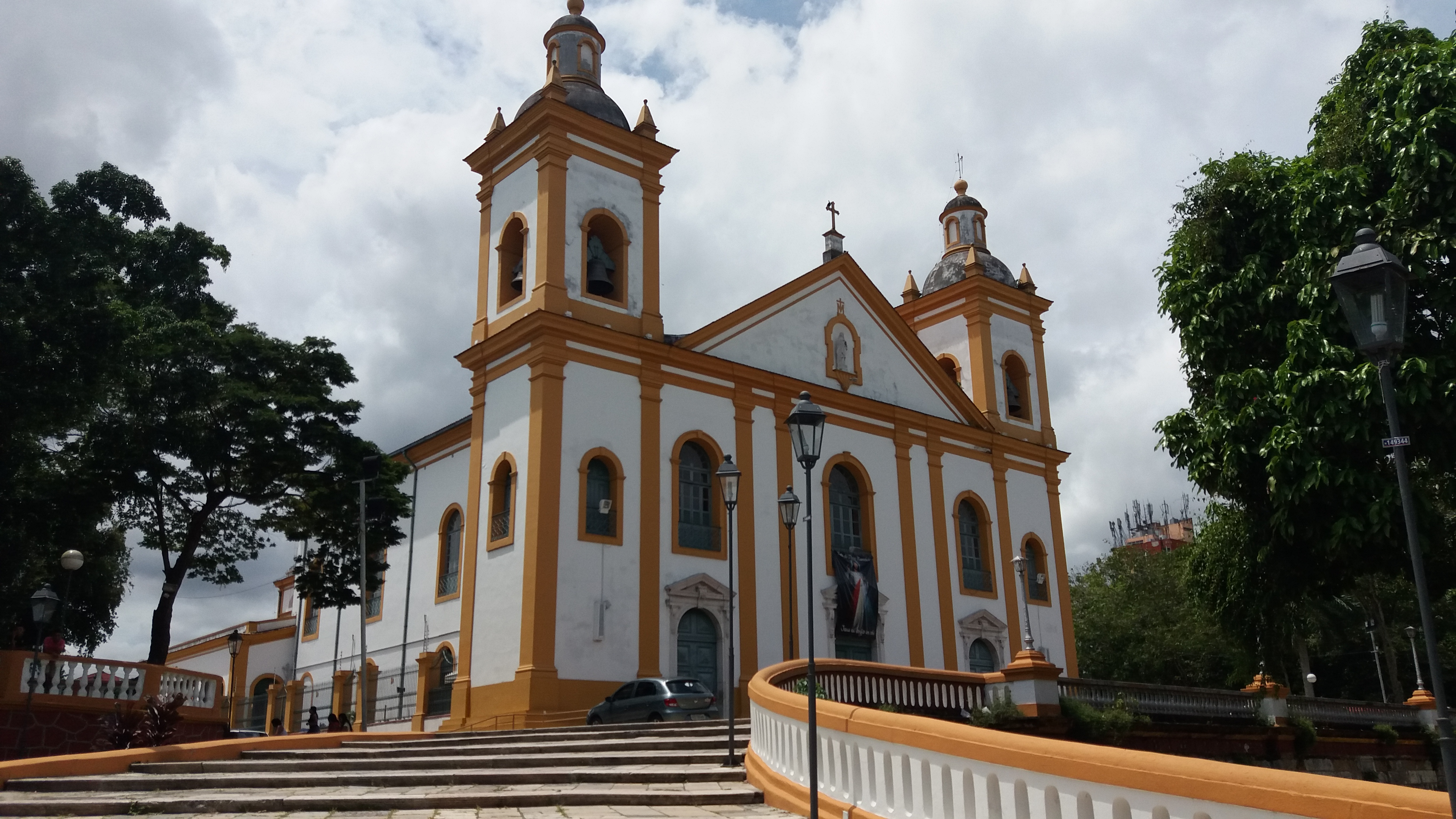
Arquidiócesis de Manaos

La presencia de la Iglesia católica se remonta a los misioneros españoles y portugueses que acompañaron a los conquistadores. En un principio se establecieron en las regiones menos selváticas y a medida que se colonizaba el territorio se iban estableciendo parroquias para los colonos y misiones para los indígenas. Esto ocasionó un cambio en la organización política de la Amazonía, pues los indígenas se vieron obligados a asentarse en pueblos bajo la tutela de un cura doctrinero, así como adoptar algunas de las costumbres de los conquistadores (lengua y vestimenta).
En ocasiones, los prelados católicos enfrentaron a los conquistadores —y luego a las repúblicas— por el trato dado a los indígenas. Tras la promulgación de las Leyes Nuevas, se convocaron en Lima varios concilios provinciales para adoptar un enfoque en la evangelización; el más destacado de ellos fue el III Concilio Limense convocado por el arzobispo Toribio de Mogrovejo que favoreció las lenguas locales y estableció un único catecismo que fue usado hasta las independencias hispanoamericanas.
En el siglo XXI, el papa Francisco convocó un sínodo panamazónico para adoptar un enfoque moderno y coherente a la realidad amazónica. El sínodo causó descontento en los sectores más conservadores de la Iglesia que temían el fin del celibato sacerdotal. Dicho sínodo se realizó en 2019 y contó con obispos de toda la región, marcando un hito frente a la política conservadora de la Iglesia Católica.

## Riesgo de colapso ecológico

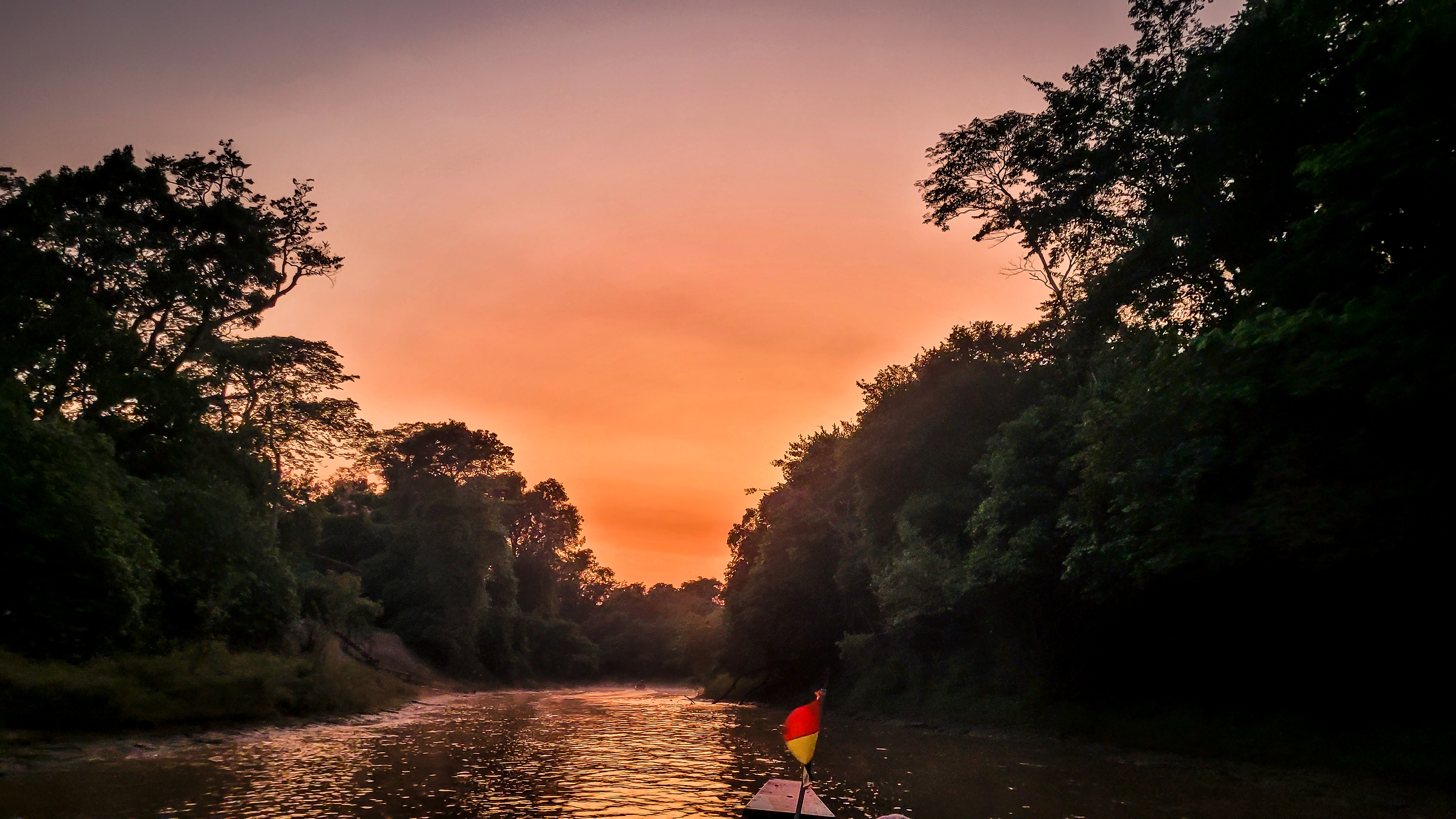
Amanecer en la amazonia Parque Nacional Madidi, Bolivia.

Debido al cambio climático, existe un alto riesgo de que el ecosistema amazónico colapse en los próximos años, especialmente debido a que la temporada de sequía se ha extendido hasta un mes más por año en las últimas décadas. Además, la deforestación continúa siendo uno de los factores destructivos más importantes de la Amazonía. Hasta 2017 se estimó una deforestación acumulada de unas 800.000 hectáreas, aproximadamente un 20% del bosque amazónico. Otro factor destructivo importante son los incendios. Un estudio de datos satelitales encontró que de 2003 a 2020 la mayor ocurrencia de incendios en la Amazonía no ocurrió en épocas de sequía prolongada sino que dependió más de las actividades agrícolas. Según el estudio, alrededor de un 20 % de las quemas agrícolas se extendieron a áreas de bosque primario. Datos satelitales han demostrado que las quemas son mucho menos frecuentes en áreas clasificadas como territorios indígenas.
La contaminación atmosférica en la Amazonia es mayoritariamente proveniente de la quema de biomasa. Sin embargo, otras fuentes de contaminación de origen antrópico son significativas. Entre ellas se incluyen las siguientes:
- Emisiones de gases y aerosoles de plantas termoeléctricas.
- Emisiones de gases y aerosoles en centros urbanos como Manaos, Santa Cruz de la Sierra, Belém y São Luís.
- Emisiones de metano en embalses.
- Emisiones de gases y aerosoles de embarcaciones fluviales.
- Resuspensión de polvo por actividades mineras.
- Perturbación de ecosistemas por construcción de nuevas carreteras y autopistas como la BR-319 y la Transamazónica.

Recientemente, la comunidad científica ha alertado sobre el acelerado proceso de conversión del ecosistema amazónico en sabana, especialmente al este y sur de la cuenca. Sin embargo, cuándo exactamente la Amazonía alcanzará el punto de no retorno es un tema que sigue siendo objeto de estudio. El proyecto de investigación AmazonFACE está buscando generar respuestas sobre cómo el cambio climático está afectando el ecosistema amazónico. Se han identificado especies de árboles que pueden absorber mayor CO₂, un factor clave que podría ayudar a hacer el bosque más resiliente. El proyecto AmazonFACE se caracteriza por ser conformado mayoritariamente por mujeres.
La creciente destrucción de la Amazonia ha hecho que distintas comunidades indígenas se organicen para defender el ecosistema. Uno de los grupos más activos han sido los "guardianes del bosque" del pueblo guayayara. Entre 2000 y 2018, 42 indígenas guayayara fueron asesinados en confrontaciones con invasores. Debido al alto grado de violencia, los guardianes del bosque han recurrido a la defensa armada. Según Nina Gualinga, una acitivista indígena ecuatoriana, es importante mantener la defensa de la selva como prioridad de la lucha indígena y evitar caer en la trampa de los mercados de carbono, que crean la ilusión de que estamos haciendo algo por la conservación de los sistemas naturales. Recientemente, la Unión Internacional para la Conservación de la Naturaleza ha decidido incluir representación indígena en la organización con un estatus especial, al nivel de gobiernos y ONGs, como parte de un plan de acción global para detener la destrucción y el extractivismo en la Amazonia.